# البطولة الوطنية المجرية للسيدات 1962
البطولة الوطنية المجرية للسيدات 1962 (بالمجرية: 1962-es magyar női kézilabda-bajnokság) هو موسم من البطولة الوطنية المجرية للسيدات. أقيم بتاريخ 1962، وفاز فيه Budapesti Spartacus SC (women's handball) ‏.